# 多岐荘
多芸荘（たきのしょう）は、平安時代または鎌倉時代～室町時代にかけて美濃国にあった荘園。皇室領。多岐荘・多記荘とも。

## 概要

### 所在
美濃国多芸郡。現在の岐阜県養老町北部と大垣市の一部。

### 規模
貞観14年（872年）に140町。ただし、後世と同じ多芸荘かどうかは不明。

### 起源
不明。

### 領主
貞観寺→鎌倉幕府（源頼朝→纐纈盛安（半領統治））→皇室（八条院→後宇多上皇ら）

### 終焉
室町時代には土岐氏・明智氏・佐々木氏・島田氏らか地頭となって勢力を増し、15世紀末に斎藤氏が地頭になる頃には接収された。